# Temporada 2009 del fútbol femenino chileno
La Temporada 2009 del fútbol femenino chileno abarca todas las actividades relativas a campeonatos de fútbol profesional, nacionales e internacionales, disputados por las ramas femeninas de los clubes chilenos, y por las selecciones nacionales de este país, en sus categorías femeninas, durante 2009. 

## Torneo local

### Primera División

#### Campeón
| Everton 2º título |

### Copa Chile

#### Campeón
| Everton 1º título |

## Torneos internacionales

### Copa Libertadores Femenina
El representante chileno fue:
- Everton:Ocupando el cuarto puesto.

### Selección nacional

#### Selección adulta
| Fecha           | Lugar                              | Rival  | Marcador | Competencia | Goles Anotados |
| --------------- | ---------------------------------- | ------ | -------- | ----------- | -------------- |
| 11 de noviembre | Estadio Azul México, D. F., México | México | 3 - 0    | Amistoso    |                |
| 13 de noviembre | Estadio Azul México, D. F., México | México | 2 - 0    | Amistoso    |                |
| 10 de diciembre | Estadio Pacaembú São Paulo, Brasil | Brasil | 3 - 1    | Amistoso    | Pardo 64'      |
| 13 de diciembre | Estadio Pacaembú São Paulo, Brasil | China  | 1 - 0    | Amistoso    | Zamora 17'     |
| 16 de diciembre | Estadio Pacaembú São Paulo, Brasil | México | 6 - 0    | Amistoso    |                |
| 20 de diciembre | Estadio Pacaembú São Paulo, Brasil | China  | 2 - 0    | Amistoso    |                |

## Variantes

### Fútbol playa

#### Torneo oficial
El primer Campeonato Oficial de fútbol playa femenino de Chile organizado por la ANFP se disputó entre los días 7 al 9 de febrero de 2009 en la ciudad de Viña del Mar

##### Campeón
| Everton 1º título |